# Sravánabélagóla
Sravánabélagóla vagy Sravana Belgóla (kannada nyelven: ಶ್ರವಣಬೆಳಗೊಳ átírva: Śravaṇa Beḷagoḷa, angolul: Shravanabelagola) település India Karnátaka államában Bengalurutól 160 km-re Ny-ra. Lakosainak száma mintegy 9 ezer fő. 
Sravánabélagóla Dél-India legszentebb dzsaina zarándokhelye. A település felett a 980 körül felállított Gomatésvara dzsaina szent 18 méter magas szobra uralkodik. Mezítelensége az összes világi dolgokról való lemondást, a merev tartás pedig a tökéletes önuralmat jelképezi. A gigantikus szobor az Indagiri dombján áll, ahol több kisebb szobor és egy gyönyörű templom is található. A sziklákba vájt 600 lépcső vezet fel a dombtetőre. Minden 12. évben India különböző részéről összegyűlnek ide a dzsainák, hogy megtekintsék azt a rituális szertartást, ahogy a 16 alkotóelemből álló folyadékból (tej, ghi , kókusztej, méz, joghurt, virágok, drágakövek, arany- és ezüstpénzek stb.) megfürdetik a hatalmas szobrot.

## Fordítás
- Ez a szócikk részben vagy egészben  a   Shravanabelagola című német Wikipédia-szócikk fordításán alapul.  Az eredeti cikk szerkesztőit annak laptörténete sorolja fel. Ez a jelzés csupán a megfogalmazás eredetét és a szerzői jogokat jelzi, nem szolgál a cikkben szereplő információk forrásmegjelöléseként.